# Nightrage
Nightrage est un groupe de death metal mélodique gréco-suédois, originaire de Thessalonique, en Grèce. Il a été formé en 2000 par le guitariste Marios Lliopoulos (ex-Exhumation) et son ami Gus G.. Leur premier album, Sweet Vengeance, est publié en 2003, et fait participer le batteur Per Möller Jensen (The Haunted), et le bassiste Brice Leclercq. Leur troisième album, A New Disease is Born, est publié en 2007. Leur quatrième album, Wearing a Martyr's Crown, est enregistré, produit et mixé par Fredrik Nordström au Studio Fredman pour une sortie en 2009. En 2015, le groupe sort son nouvel album The Puritan.

## Biographie

### Débuts (2000–2006)
Nightrage est formé par Marios Iliopoulos et son meilleur ami Gus G. en juin 2000. Ils réalisent leur première démo en 2001, puis deux autres démos en 2002. Leur premier album, Sweet Vengeance, est publié en 2003, et fait participer le batteur Per Möller Jensen (The Haunted), et le bassiste Brice Leclercq. Ils acquièrent ensuite les services du chanteur Tomas Lindberg (ex-At the Gates). Sweet Vengeance fait aussi participer Tom S. Englund d'Evergrey au chant. Leur première vidéo est celle de la chanson Gloomy Daydreams avec Gus G. au chant.
Leur deuxième album, Descent into Chaos, est publié en 2005, et assiste à un changement de formation, avec Fotis Benardo (Septic Flesh, ex-Innerwish) à la batterie et Henric Carlsson, aussi membre du groupe Cipher System, à la basse. Mikael Stanne, de Dark Tranquillity, s'occupe des morceaux de chant clair sur la chanson Frozen. Tomas Lindberg quitte le groupe afin qu'un chanteur à plein temps les accompagnent en tournée et pour les albums studio. Gus G. jouant avec Arch Enemy au Ozzfest 2005, il est remplacé par Pierre Lysell. Pour certaines tournées de Nightrage en soutien à Bolt Thrower, Gus G. est remplacé par Christian Muenzer, de Necrophagist. En mars 2006, Gus G. quitte définitivement Nightrage pour se consacrer pleinement à Firewind. À cette période, Fotis Benardo décide aussi de quitter Nightrage et de se consacrer à Septic Flesh. Il est remplacé par Alex Svenningson.

### A New Disease is Born(2007)
Leur troisième album, A New Disease is Born, est publié en 2007. Gus G. est remplacé par le guitariste de Dragonland/Amaranthe, Olof Mörck. La chanson Scathing est sélectionnée pour un deuxième clip, qui est réalisé par Bob Katsionis. Après la sortie de A New Disease is Born, Alex Svenningson et Jimmie Strimell quittent le groupe pour former le groupe de metalcore Dead by April. Le bassiste Henric Karlsson quitte aussi le groupe pour se consacrer à sa famille.

### Wearing a Martyr's Crown(2007–2009)
Le chanteur Antony Hämäläinen, le bassiste Anders Hammer, et le batteur Johan Nunez se joignent au groupe en été 2007. Leur quatrième album, Wearing a Martyr's Crown, est enregistré, produit et mixé par Fredrik Nordström au Studio Fredman pour une sortie en 2009.
Le 18 février 2010, Nightrage publie son troisième clip, celui de la chanson-titre Wearing a Martyr's Crown. La vidéo est réalisée par Bob Katsionis. A Grim Struggle, Collision of Fate, Shed the Blood, et Wearing a Martyr's Crown deviendront des contenus téléchargeables du jeu vidéo Rock Band sur Xbox. Le 30 juin 2011, A Grim Struggle est publiée en téléchargement payant sur PlayStation 3.
Ils publient ensuite Vengeance Descending, un double-album qui regroupe les albums Sweet Vengeance et Descent into Chaos. Le premier disque contient, dans la version japonaise, la chanson bonus Gloomy Daydreams, et le second, Black Skies, aussi comme bonus.

### Insidious(2011–2014)
Tomas Lindberg, chanteur d'At the Gates et Nightrage, est annoncé au chant sur leur nouvel album, Insidious. Un court clip est publié sur YouTube. Les autres invités sont Gus G., Tom Englund, Apollo Papathanasio et John K. Insidious est le premier album depuis Sweet Vengeance à faire participer la formation originale.
Antony Hämäläinen explique de l'album qu'il « est plus heavy. [...] Les chansons sont plus courtes, avec un peu plus de guitare acoustique que dans Wearing a Martyr’s Crown. » L'album est annoncé pour le 26 septembre 2011 en Europe, et le 11 octobre 2011 en Amérique du Nord. Le 23 mars 2011, la chanson Insidious devient un contenu téléchargeable pour le jeu vidéo Rock Band sur Xbox. Le 21 mai 2011, le groupe publie une nouvelle vidéo de Delirium of the Fallen. Elle est tournée le 28 avril au Eightball Club de Thessalonique, en Grèce, et réalisée par Gabriel Psaltakis. Delirium of the Fallen est aussi un contenu téléchargeable pour le jeu vidéo Rock Band.
Le 9 octobre 2011, le groupe soutien la sortie de son album en tournant en Amérique du Nord avec Firewind et Arsis, sous le nom de Frets of Fury. En fin avril 2012, une tour européennes aux côtés de Demon Hunter et Deadlock est annoncée.
En août 2012, le groupe joue pour la première fois en Asie, comme au Daejeon Metal Festival en Corée du Sud.
Annoncé en avril 2013, le groupe tournera au Japon pour la première fois. Elle démarrera le 5 novembre sous le titre Extreme metal over Japan. Olof Mörck ne prendra pas part aux tournées depuis 2011. Anthony Hämäläinen et Johan Nunez quittent officiellement le groupe en 2013,.

### The Puritan(depuis 2015)
En 2015, le groupe sort son nouvel album The Puritan. En juillet 2016, Magnus Söderman (guitare) et Lawrence Dinamarca (batterie) deviennent officiellement nouveaux membres de Nightrage. En décembre 2016, le groupe dévoile le single The Venomous, issu de leur nouvel album dont les informations n'ont pas encore filtrées à cette période.

## Membres

### Membres actuels
- Marios Iliopoulos – guitare (depuis 2000)
- Anders Hammer – basse (depuis 2007)
- Ronnie Nyman – chant (depuis 2013)
- Magnus Söderman – guitare (depuis 2016)
- Lawrence Dinamarca – batterie (depuis 2016)

### Anciens membres
- Gus G. – guitare, chant (sur les démos) (2000–2006)
- Brice LeClercq – basse (2003–2004)
- Tomas Lindberg – chant (2003–2005)
- Fotis Benardo – batterie (2004–2006)
- Henric Karlsson – basse (2004–2007)
- Jimmie Strimell – chant (2005–2007)
- Alex Svenningson – batterie (2006–2007)
- Antony Hämäläinen – chant (2007–2013)
- Jimmie Strimell – chant (2005–2007, 2013)
- Johan Nunez – batterie (2007–2013)

## Discographie

### Albums studio
- 2003 : Sweet Vengeance
- 2005 : Descent into Chaos
- 2007 : A New Disease Is Born
- 2009 : Wearing a Martyr's Crown
- 2011 : Insidious
- 2015 : The Puritan
- 2017: The Venomous
- 2019: Wolf to man
- 2022: Abyss rising
- 2024: Remains of a dead world

### Démos
- 2001 : Demo
- 2002 : Demo 2
- 2003 : Demo 3

### Compilation
- 2010 : Vengeance Descending